# Virado

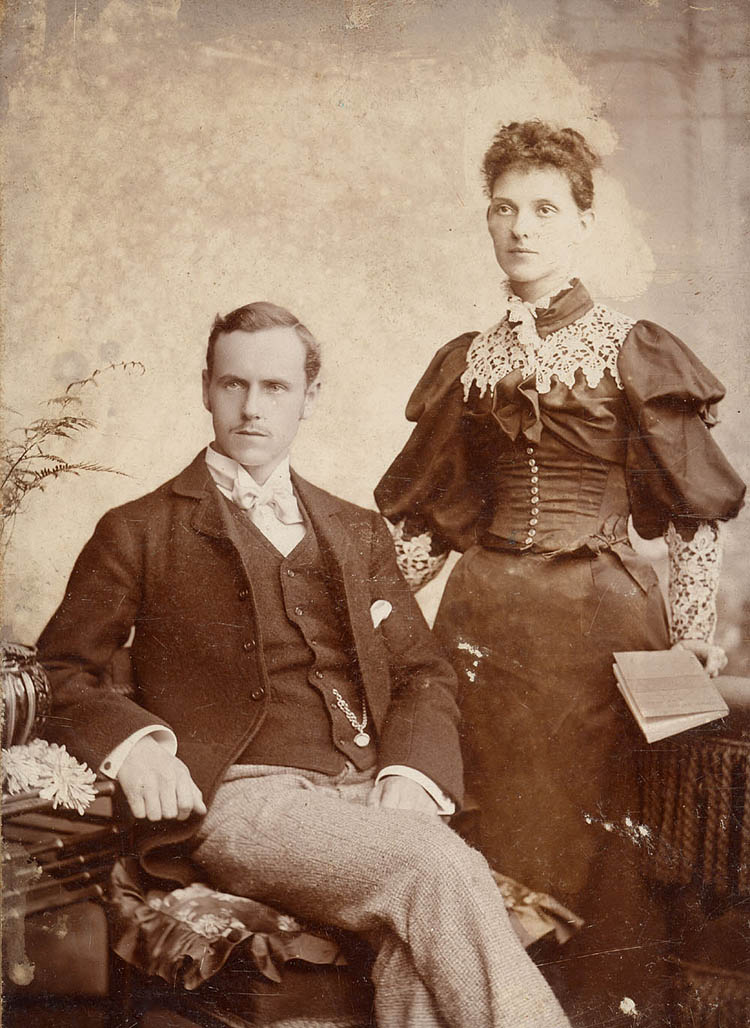
Retrato familiar tradicional de 1895.

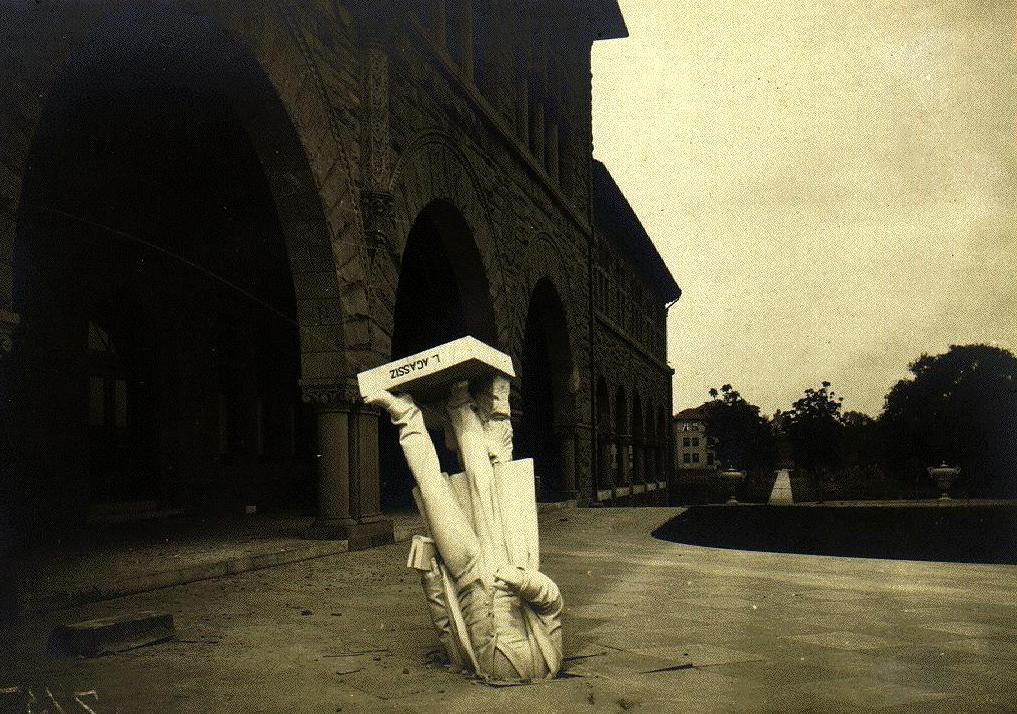
Imagen en sepia obtenida tras el terremoto de San Francisco en 1906.

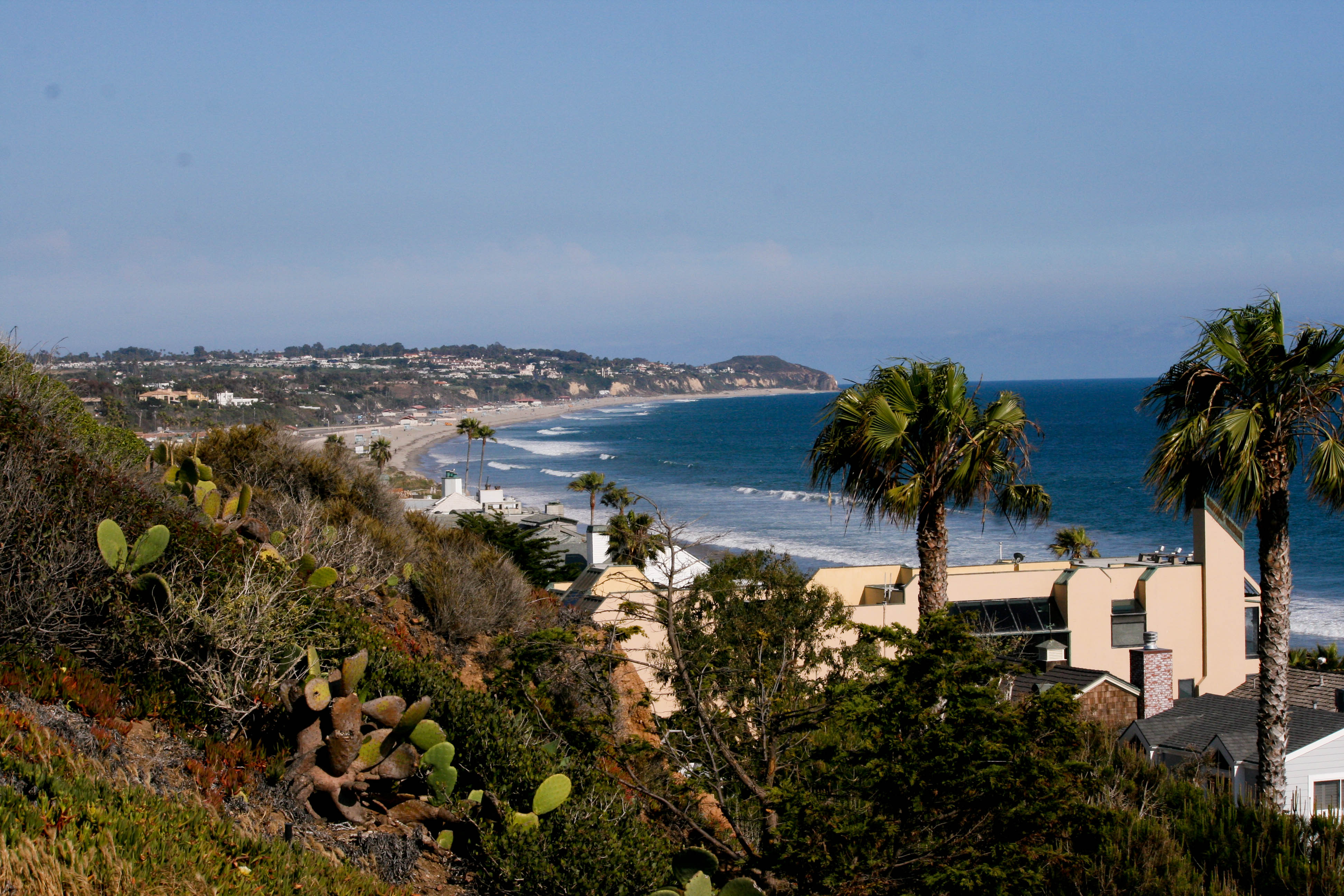
Proceso de edición de imágenes: imagen en color.

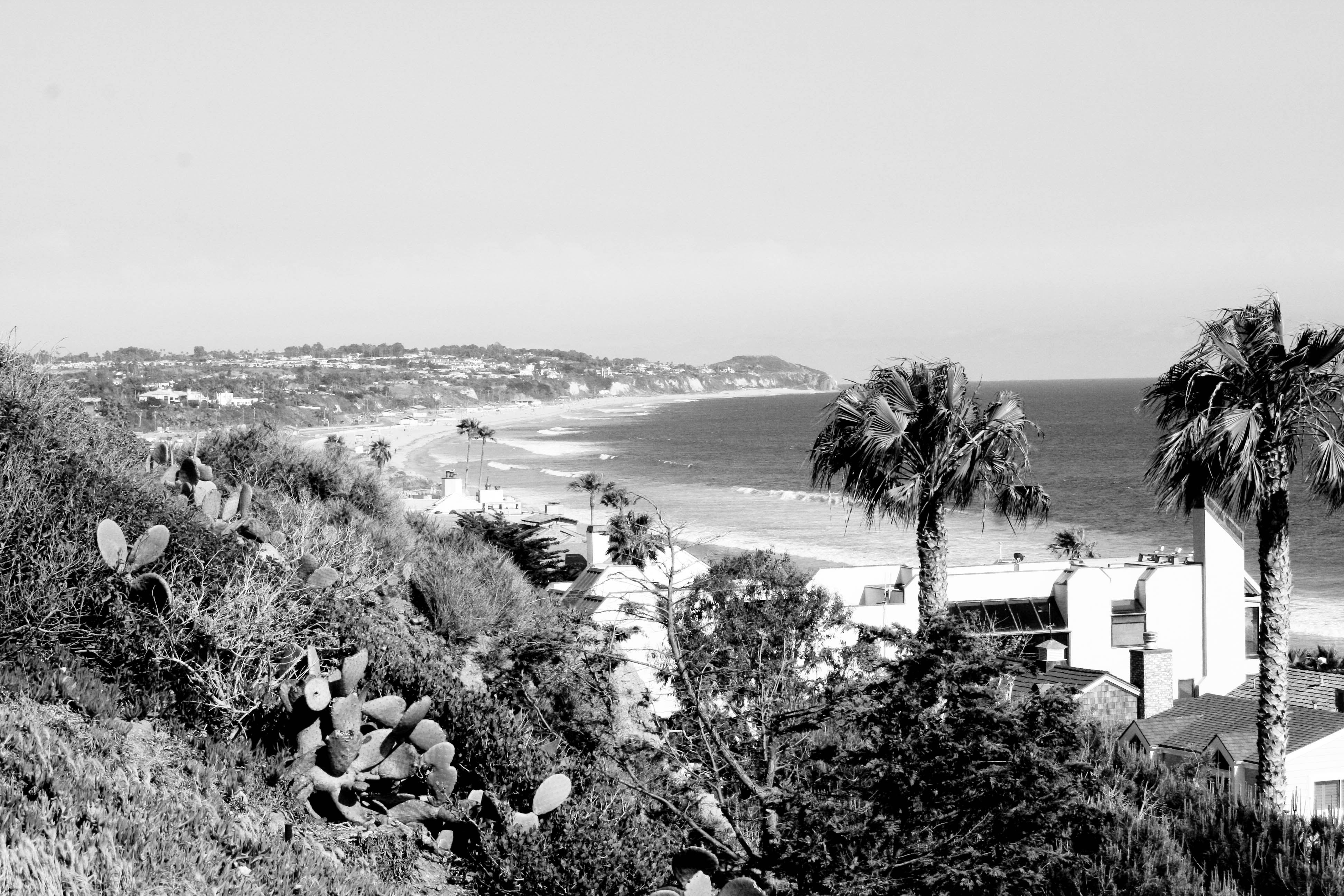
Proceso de edición de imágenes: imagen en blanco y negro.

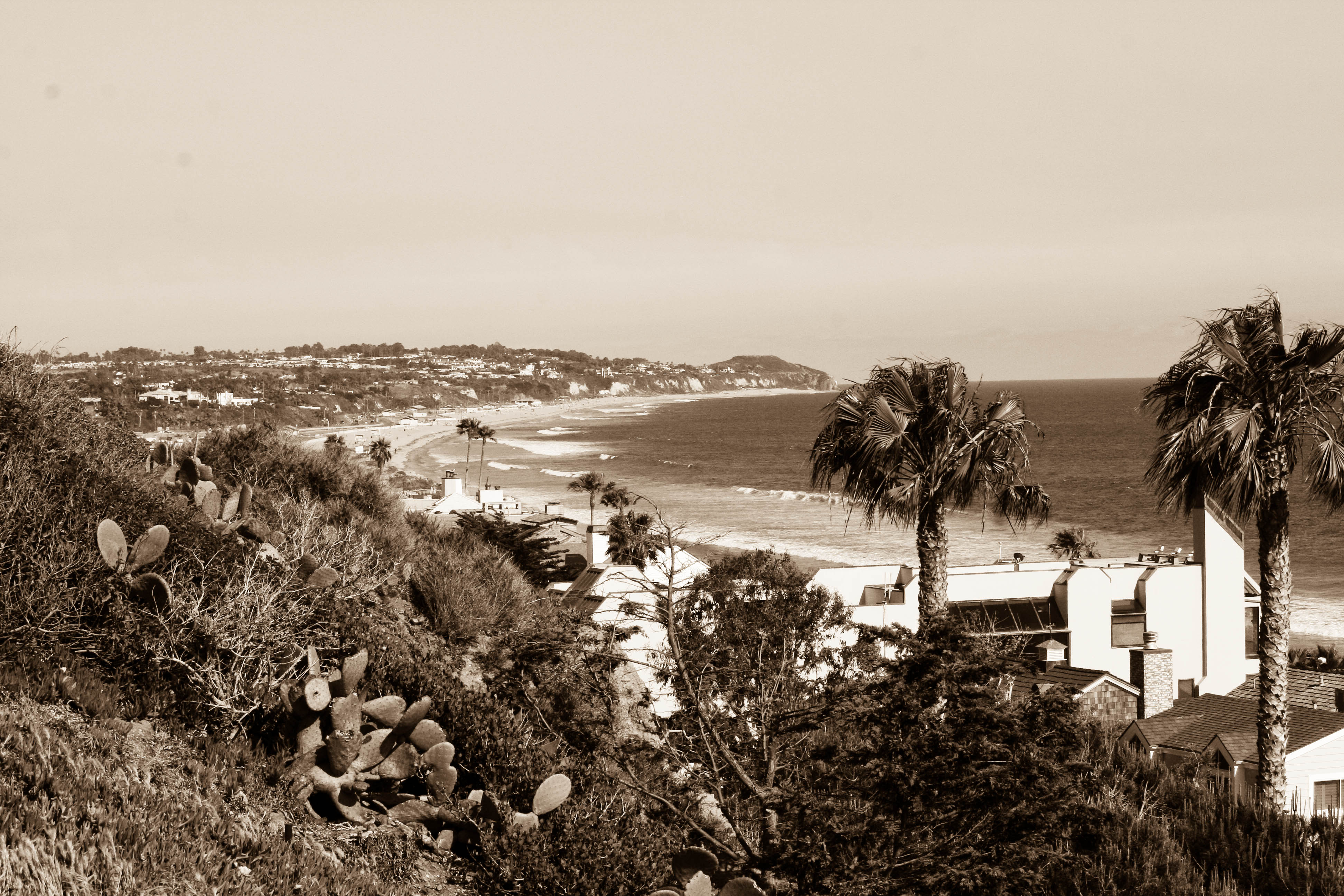
Proceso de edición de imágenes: imagen en sepia.

El virado, también conocido como virage o viraje, es un procedimiento fotográfico que pretende preservar la imagen fotográfica a lo largo del tiempo o bien obtener un efecto estético determinado. El más común ha sido al color sepia, muy empleado en los primeros tiempos de la fotografía. 

## Fundamento del proceso
Popularmente se relaciona al color sepia o de tonalidad café de las fotografías con las fotos antiguas. En realidad se trata de un proceso químico que no tiene que ver con el envejecimiento natural del material fotográfico, y sí con la intención de preservarlo del daño que la luz ocasiona a lo largo del tiempo.
Esta técnica consiste en la alteración de las tonalidades de imágenes en blanco y negro, conformada por un color (antes negro) y su gama de valores hasta el blanco. Se suele realizar después de la obtención de la imagen y su primera finalidad está originada por la necesidad de conservación de la misma ya que se pudo comprobar que una fotografía tratada con productos de virado soportaba mejor el paso del tiempo.
El proceso del viraje fotográfico sustituye la plata existente en la emulsión fotográfica por otro metal o sustancia química originando en unos casos una intensificación de la imagen y en otros un cambio de tonalidad. Aunque el color más conocido es el sepia se utilizaron otros muchos como el azul o el oro.

## Procedimientos
Básicamente existen tres procedimientos químicos para alterar la tonalidad:
- Directamente, empleando determinados productos, en función del producto utilizado obtendremos un tono u otro:

| Producto | Efecto                                                                                  |
| Sulfuro  | Proporciona la típica tonalidad sepia.                                                  |
| Selenio  | Proporciona tonalidades candentes, rojizas, con tonos que van del sepia al rojo oscuro. |
| Hierro   | Proporciona una imagen azul                                                             |

- Indirectos o que se realizan en dos baños, normalmente se realiza primero un baño blanqueador, o en algunos casos a partir de una copia sepia. En función del producto utilizado obtendremos un efecto u otro, algunos de ellos son:

| Producto                                      | Efecto                                          |
| Oro                                           | Proporciona tonos naranja a rojo.               |
| Sulfuro sódico                                | Proporciona tonalidades sepias o pardo-rojizas. |
| Citrato férrico amoniacal y ácido clorhídrico | Proporciona un tono azul.                       |
| Sulfuro sódico y ácido clorhídrico            | Proporciona un tono verde.                      |

- Mediante un colorante, para lo que se emplea un baño decolorante realizado mediante un mordente y un baño fijador, dependiendo del tono a conseguir se usan diversos baños colorantes:

| Color      | Producto                                   |
| Amarillo   | Auramina, Tioflavina T.                    |
| Anaranjado | Crisoidina 3R.                             |
| Castaño    | Crisoidina Castaño.                        |
| Rojo       | Rodamina, Fusina, Safranina, Neofosfina.   |
| Verde      | Victoria, Verde Malaquita, Verde Metileno. |
| Azul       | Azul de Metileno, Azul de Tionina.         |
| Violeta    | de Metilo, de Bencilo, o Violeta Cristal.  |

El proceso común en todos ellos es alterar o sustituir los haluros de plata que contiene el papel fotográfico.

## En la edición de imágenes digitales
Este proceso de cambio de tonalidades o intensificación de la imagen puede realizarse en las imágenes generadas por mecanismos digitales, para ello los programas de edición digital de imágenes suelen disponer de filtros o procedimientos que permiten con unos pocos parámetros producir el efecto, cuando no se genera de un modo completamente automático. Con frecuencia se parte de fotografías en color que se convierten a blanco y negro y posteriormente se sustituye el negro por otro color o tono.